# スクール・セクシュアル・ハラスメント
スクール・セクシュアル・ハラスメントとは、学校の教育現場におけるセクシュアル・ハラスメントのことである。省略してスクールセクハラともいう。教師と教え子の場合が社会的には有名であるが、教師同士、生徒・児童同士の場合も含まれる。

## 日本の状況
池谷孝司は「わいせつ教師」という言葉に比べると「スクールセクハラ」という言葉は、個人の責任より学校教育の組織の責任を強調する側面があると指摘する。
かつては教師と教え子の場合は想定自体嫌がられていた側面があったが、2001年に文部科学省がわいせつ教師は懲戒免職とする方針を打ち出した。1990年度にわいせつ行為で懲戒免職となった公立小中高校の教師は3人であったが、2012年度には119人と大幅に増加している。教師の質が急激に落ちるとは考え難く、これまで見過ごされてきたものが問題視され、処分されるようになった結果である。
池谷は、こういった問題を大声で糾弾しにくい背景には、実は教師と教え子が結婚に至る事例も多いという事情があると語る教育委員会の職員がいたことを述べた上で、卒業後ならばともかく在学中では成績評価の面で不公正になってしまうと指摘している。
池谷がインタビューした教え子と関係を持ったことがある元教師によれば、そもそも対等な関係にないということを認識していなかったとし、もっと教師と教え子が対等な関係にないということを教師に教えるべきだと主張している。
この問題について対応する組織として、大阪府にはスクール・セクシュアル・ハラスメント防止全国ネットワーク（SSHP）というNPO法人がある。
固定電話を持たない家庭が増えたこともあり、メールやSNSを緊急連絡網として用いる学校も増えており、読売新聞の調査によればわいせつ行為で処分を受けた教員のおよそ半数が、メールやSNSで生徒・児童と私的なやりとりを行っていた。こうした行為は多くの教育委員会で禁止されているが、徹底されていないのが実情である。
少子化に伴う生徒・児童数の減少で、全国の学校で空き教室が増えており、これが学校内の「死角」として悪用されるケースも目立っている。
公立学校の教員が不祥事を起こした場合は地方公務員法に基づいて処分されるが、私立学校では運営する学校法人の規則によって処分される。わいせつ事件のような事案は私立学校のイメージ、さらに言えば生徒募集に直結するため、懲戒免職を避けて自主退職を促し、幕引きを図るケースが少なくない。
学校に限らず、放課後児童クラブ（学童保育）、放課後等デイサービス、児童養護施設といった施設でも同様のセクハラが行われている。こういった施設の利用者は、一般の学校の生徒・児童と比べてわいせつ行為を拒否することが難しい、被害の状況を説明することが難しいという面があり、悪質な職員から狙われやすくなってしまうことがある。
被害者が特定されるおそれや、警察の取り調べにおいて二次被害が生じることを危惧し、保護者が警察に被害届を出さないケースもみられる。
被害者が男性というケースもあるが、女性に比べると絶対数が少なく、周囲への相談を躊躇することも多いことから、より表面化し難いと考えられる。
2020年9月28日、保護者の任意団体は、「子どもにわいせつ前歴のある人に教員免許を再交付しないでください」という54,700筆の署名簿を、文部科学省に提出した。
2022年4月1日、「教育職員等による児童生徒性暴力等の防止等に関する法律」が施行された。2023年10月、文部科学大臣によるメッセージ「子供たちを児童生徒性暴力等から守り抜くために〜全国の学校関係者の皆様へ〜」が公表された。

### 教育委員会の不適切な対応
教育委員会が「加害者の氏名から被害者が特定されるおそれがある」などの理由で、懲戒免職とした教員を官報に掲載しないことがある。懲戒免職とした教員の氏名を官報に掲載することは教育職員免許法で義務づけられているが、掲載する時期までは定められていないため「被害者が卒業するタイミングを待って掲載する予定であった」などとして掲載していないことがあり、その数は判明しているだけで2019年までの10年間で61件にのぼり、そのうち46件がわいせつ事案であった。
2024年、横浜市教育委員会は教員が被告であるわいせつ事件の裁判において、手当を出すなどして多数の職員を動員し、一般の市民や記者の傍聴を妨害していたことが明らかとなった。これは2019年から続けられており、市教委は「被害者のプライバシーを守るため、不特定多数の人に傍聴されないようにしてもらいたいという保護者側の要請を汲んだもので、事案を隠蔽する意図はなかった」と説明したが、ジャーナリストの江川紹子は「教育委員会が傍聴の機会を奪ったことは大きな問題。被害者の保護が目的であったとは、にわかには信じ難い」と述べた。